# ランドールズ島とワーズ島
座標: 北緯40度47分15秒 西経73度55分31秒 / 北緯40.78750度 西経73.92528度

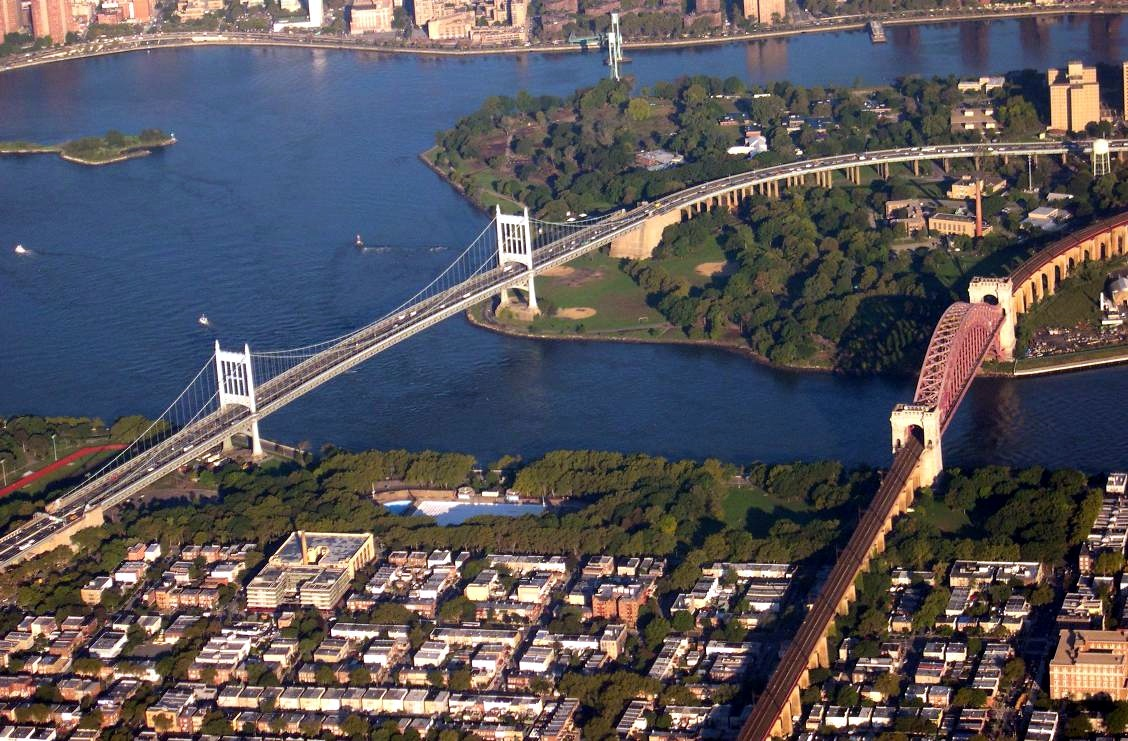
トライボロー橋（左）、ヘルゲート橋（右）とワーズ島（上）

ランドールズ島（ランドールズとう、英語：Randalls Island）とワーズ島（ワーズとう、英語：Wards Island）は、ニューヨーク市のイースト川に位置する一つの島を構成する二つのエリアである。行政区上では、マンハッタン区の一部である。この島は、マンハッタン島からはハーレム川、クイーンズからはイースト川およびヘル・ゲート、そしてブロンクスからはブロンクス・キルによって隔てられている。かつてはこれらの島はそれぞれリトル・ヘル・ゲート水路によって隔てられた独立した島であったが、1960年代初頭にこの水路は埋め立てられ、これらの島は一つの島となった。2010年の国勢調査によると、この島の居住人口は1,648人で、面積は2.09平方キロメートル (520エーカー)であった。
この島の大部分は、公園（ワーズ島公園およびランドールズ島公園）となっており、その面積は432.69エーカー (175.10 ha)である。公園には運動場、ゴルフの打ちっ放し練習場、緑道、遊技場、そしてピクニックコースの施設がある。
この島は、保護施設、病院、そして墓地として利用されてきた。現在は、精神病院、ニューヨーク州警察署、消防学校、下水処理プラント、そしてホームレス保護施設などのいくつかの公共施設が設置されている。
島外からこの島には、トライボロー橋、ヘルゲート橋および自転車・歩行者専用のワーズ・アイランド橋が架かっている。

## 歴史

### 植民地時代
ワーズ島はネイティブアメリカンによって、荒野または無人島を意味する"Tenkenas"と呼ばれていた。また、ランドールズ島は"Minnehanonck"と呼ばれていた。
これらの島は、1637年7月にオランダの植民地ニューネーデルランド総提督en:Wouter van Twillerによってに支配下におかれた。この島の最初のヨーロッパ語による名前は、デンマーク人の牛飼いであったBarent Jansen Blomから取って、グレート・バレント島（Great Barent Island、現・ワーズ島）およびリトル・バレント島（Little Barent Island、現・ランドールズ島）と名付けられた。その後、島の名称は何回か変わり、その中でランドールズ島はバレント島の音が崩れてブキャナンズ島 (Buchanan's Island)、グレート・バーン島 (Great Barn Island) と呼ばれていた時期があった。
1772年には、ランドールズ島はイギリス軍の技師であったen:John Montresorによって買収された。彼は、Montresor島と名付け、アメリカ独立戦争まで妻とともにそこで暮らしていた。
アメリカ独立戦争が始まるとこれらの島はイギリス軍の駐屯地となり、マンハッタンへの揚陸攻撃を仕掛ける軍事施設として使われた。Montresorの家は1777年に焼失した。Montresorは1778年に辞職し、イングランドへ帰国した。この島の所有権は、1783年にイギリス軍が撤退し、アメリカに接収されるまで、Montresorが保持していた。

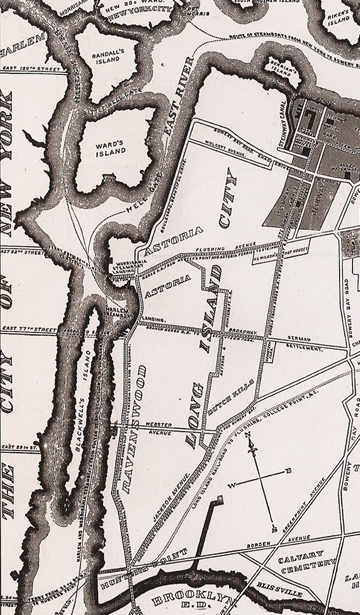
グレート・アストリア歴史協会より、1896年のロングアイランドシティの地図のワーズ島の部分。

### 独立戦争後
1784年、ジョナサン・ランドール (Jonathan RandleまたはRandall) はランドールズ島を、ジャスパー・ワード (Jaspar Ward) とバーソロミュー・ワード (Bartholomew Ward) はワーズ島を取得した。後に二人の姓名が島名となった。その当時、島の人口は少なかったが、ワード兄弟は紡織工場を建設し、島とマンハッタン114丁目の間に橋を架け、活発に島を開発した。

### 19世紀
1807年に、ワード兄弟によってイースト川に架けられたこの木製の跳ね橋は、1821年の嵐で破壊されるまで残っていた。橋が壊れると、島はニューヨーク市の廃棄物を捨てるゴミ捨て場と化し、1840年まで大部分は放棄されていた。
1840年から1930年にかけ、島は次のようなものとなっている。
- 何十万人もの墓が、マディソン・スクエアおよびブライアント・パークから移された。
- 1847年に州立移民避難所（病気や欠乏した移民のための施設）がオープンした。1850年代の間、世界で最も大きな総合病院だった。
- 1863年頃、ニューヨーク市立の精神障害者保護施設が開かれた。
- 1860年から1892年まで、エリス島の移民ステーションがオープンした。
- マンハッタン州立病院が保護施設にかわって1899年にオープンした。4,400人の患者を収容し、世界最大の精神医学の機関であった。1920年の調査では、患者は6,045人だった。病院はその後、マンハッタン精神療養所となっている。

### 再建
ワーズ島およびランドールズ島に公園を造園する提案は1916年にはなされていた。1930年のメトロポリタン公園会議で、実現に向けた開発の検討が行われた。
ロバート・モーゼス会議長は、これらの島の発展のための計画を発表した。計画は、ランドールズ島とワーズ島の間にあるリトル・ヘルゲートを埋め立てるというものだった。トライボロー橋の建設が1929年以来7年間続き、ワーズ島の水質汚染植物管理施設が1934年に建設されて、島の14分の1を占領した。現在のワーズ・アイランド橋は、1951年に建設された。この橋の開通により、公の緑地が少ないイースト・ハーレムからワーズ島へアクセスできるようになった。
2005年4月30日にはアイカン・スタジアムがオープンした。
2006年には、トライボロー橋のランドールズ島へ降りる道路が解体され、全線高架となった。ワーズ島公園の大部分は、修復が保留となり、2008年の初めに閉鎖された。

## 公園
これらの島の公園は、ニューヨーク市公園・保養局と、連携しているランドールズ島スポーツ財団が運営している。

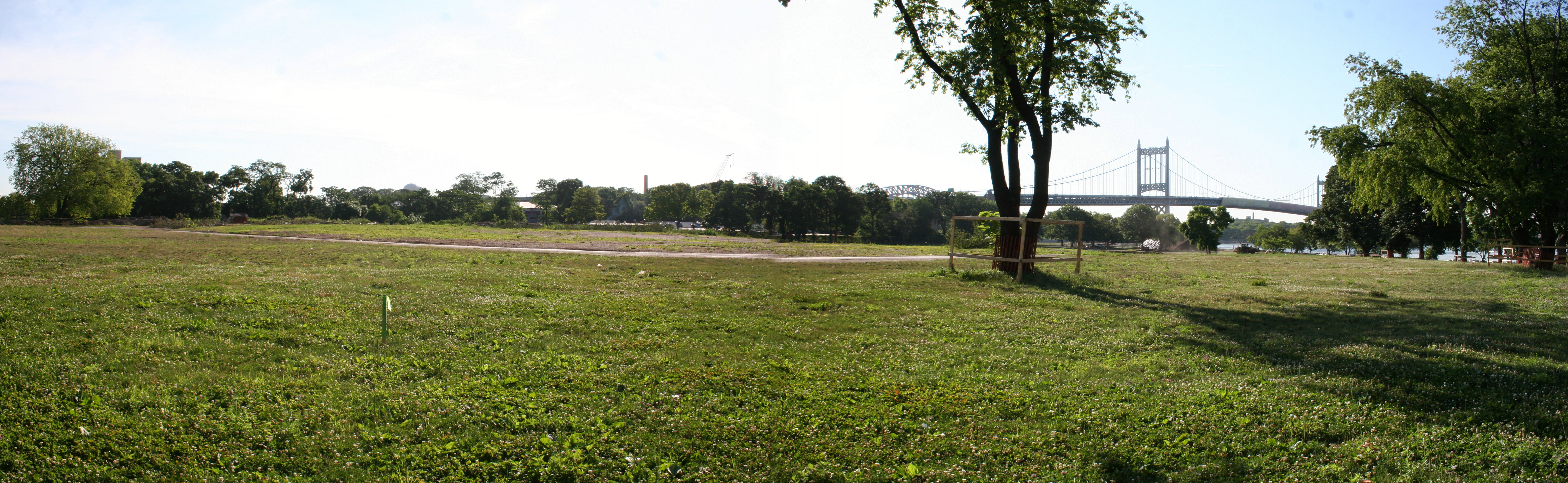
建築前のイースト・リバー・フィールズ（2007年6月）
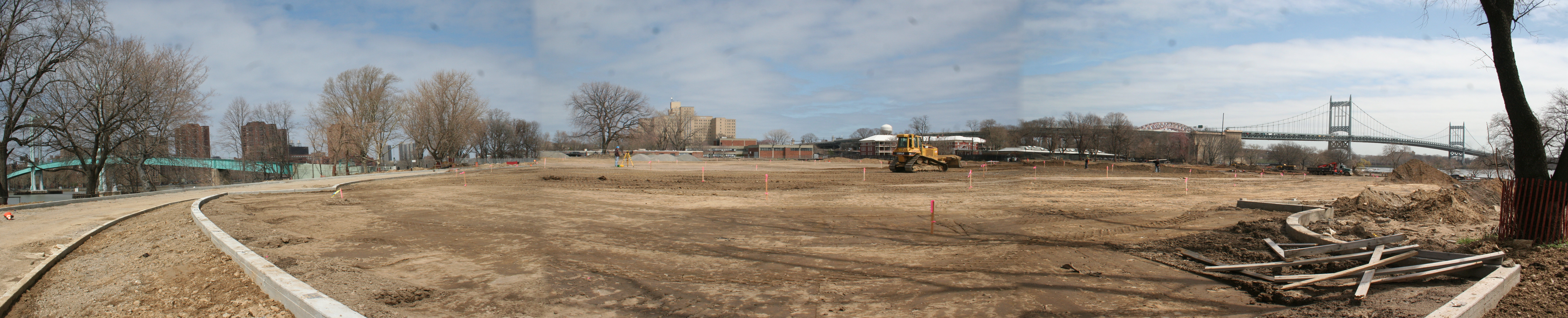
建設中のイースト・リバー・フィールズ（2008年4月）
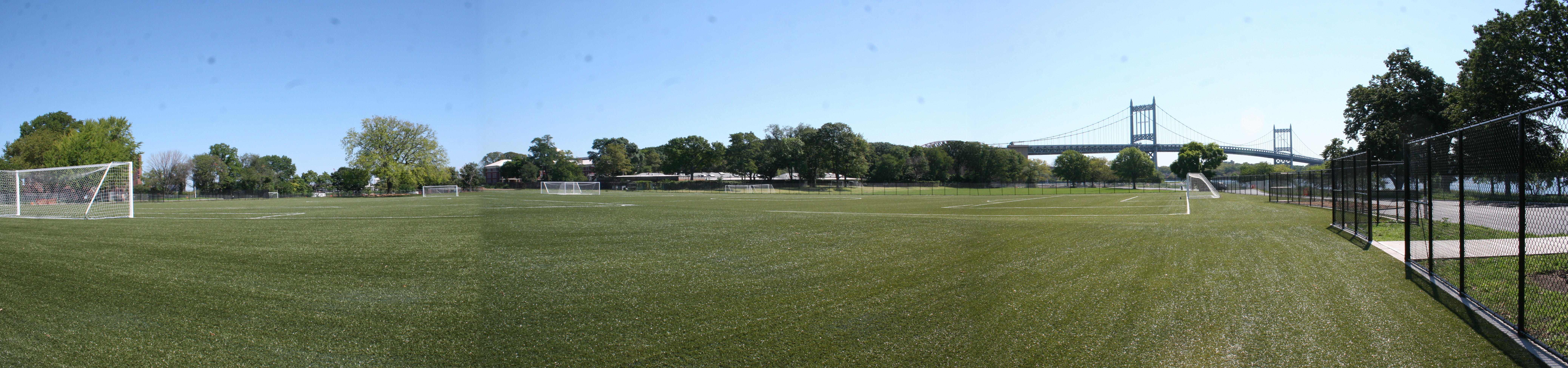
完成後のイースト・リバー・フィールズ（2008年9月）
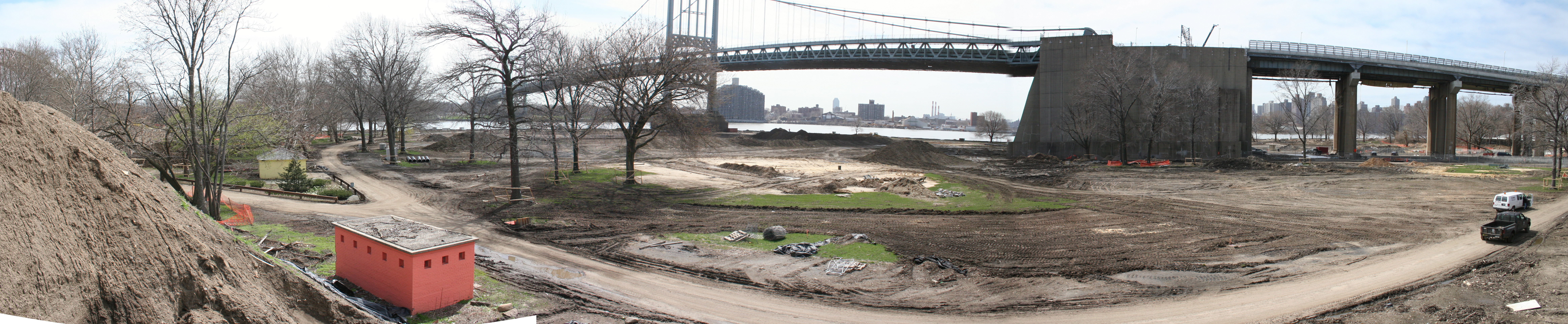
建設中のワーズ・メドウ（2008年2月）
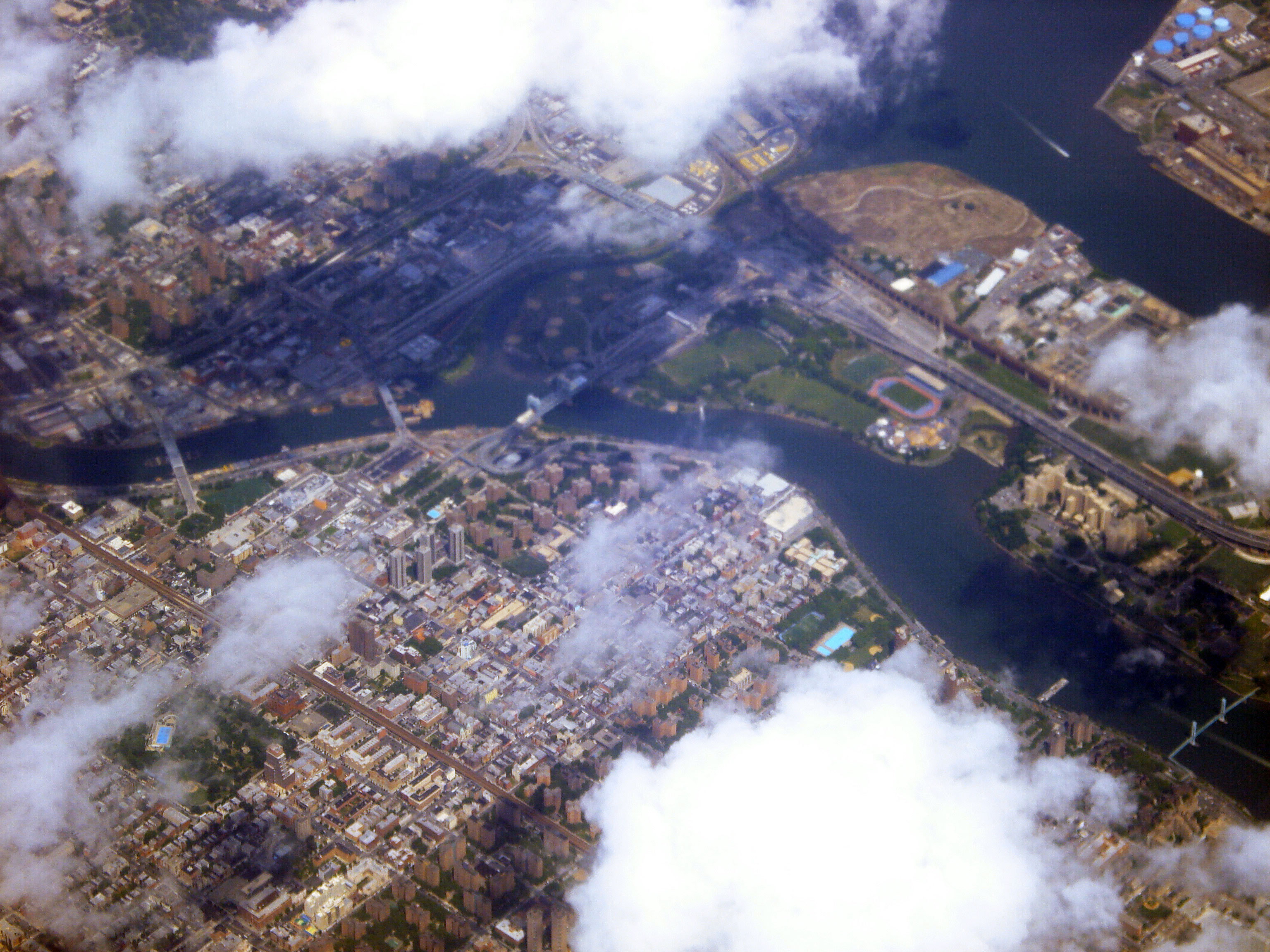
上空から撮影したワーズ、ランドールズ両島（2009年6月）

## 施設
島内には、ニューヨーク州のマンハッタン精神医学センター、カービー法廷精神療養所、ニューヨーク市精神障害警察、ニューヨーク市環境保護局、ニューヨーク市観光保護警察局などを含むいくつかの公共施設が置かれている。ニューヨーク州警察はさらにニューヨーク市警官隊も島に置いている。ホームレス保護施設のチャールズ・ゲイ・アセスメント・シェルター（クラーク・トーマス・ビル）が、ニューヨーク市ホームレス・サービス局およびホームレス警察によって運営されている。さらに、下水処理場も島内に置かれている。
島外と接続するトライボロー橋（ランドールズ島・ワーズ島とマンハッタン、ブロンクス、クイーンズの三区をつなぐ橋）およびヘルゲート橋（クイーンズとの接続）は高架橋となっている。自転車および歩行者は、トライボロー橋およびマンハッタンのイースト・ハーレムと接続するワーズ・アイランド橋（歩行者・自転車専用橋）を利用することができる。また、現在も一部残るランドールズ島とワーズ島の間を流れる小川には、歩行者・自転車専用のリトル・ヘル・ゲート橋が架かっている。ブロンクスと接続する二本目の歩行者・自転車専用橋は2014年に開業することになっている。